# Robbio
Robbio är en ort och kommun i provinsen Pavia i regionen Lombardiet i Italien. Kommunen hade 5 860 invånare (2018).